# Курт Отт
Курт Отт (9 грудня 1912 — 19 квітня 2001) — швейцарський велогонщик.
Срібний призер Олімпійських Ігор 1936 року в командній шосейній гонці.